# Tepuaraurii Teriitahi
Tepuaraurii Teriitahi (née le 1er décembre 1977 à Paea est une femme politique de la Polynésie française.
Conseillère municipale de Paea, elle est ensuite élue en 2018 comme représentante à l'Assemblée de la Polynésie française et présidente du groupe Tapura huiraatira.

## Biographie

### Parcours professionnel
Tepuaraurii Teriitahi naît le 1er décembre 1977 à Paea en Polynésie française, issue d'une famille historiquement installée dans la commune.
Après des études en droit, Teriitahi devient institutrice. Ensuite en 1999, elle devient douanière et s'implique comme représentante du personnel, membre d'un syndicat.

### Parcours politique
Lors des élections municipales de 2014 en Polynésie française à Paea, Tepuaraurii Teriitahi est élue conseillère municipale sur la liste du maire historique Jacquie Graffe.
En 2017, lors des élections législatives de 2017, elle est candidate dans la deuxième circonscription de la Polynésie française. Membre du Tapura huiraatira, elle est la candidate de Jacquie Graffe et se présente en dissidence face à Nicole Sanquer, également investie par le Tapura. À l'issue de l'élection, elle se place à la 4e place et obtient 13,08% des suffrages.
Tepuaraurii Teriitahi est élue représentante à l'Assemblée de la Polynésie française lors des élections territoriales de 2018 au sein de la 2e section Îles du Vent, sur la liste de son parti, qui remporte trente huit sièges. Son mandat commence le 17 mai 2018.
En juin 2018, en raison de l'élection comme deuxième vice-présidente de Sylvana Puhetini de Assemblée de la Polynésie française, celle-ci est remplacée dans les fonctions de présidente du groupe Tapura huiraatira à l'Assemblée par Tepuaraurii Teriitahi,.
En 2020, dans l'entre-deux-tours des élections municipales en Polynésie française, elle est désignée comme tête de liste pour le second tour à Paea, en raison du décès du maire Jacquie Graffe. En juin, un mois après l'annonce, elle reçoit des insultes homophobes par une internaute. 
À l'issue de l'élection, le Tapura perd la mairie et conserve 7 sièges contre 25 pour le Tavini, après 45 ans de mandat du maire Jacquie Graffe et faisant basculer le Tapura dans l'opposition.
Lors des élections législatives de 2022, Tepuaraurii Teriitahi est à nouveau candidate dans la deuxième circonscription de la Polynésie française, cette fois-ci investie par le Tapura huiraatira, membre de la coalition Ensemble,. Au 1er tour, la candidate de la majorité présidentielle arrive en tête avec 33,24% contre 28,84% pour le candidat de la NUPES Steve Chailloux.
Néanmoins lors du 2e tour, en raison d'une forte mobilisation et d'un vote de mécontentement envers le gouvernement, reconnu par le président Édouard Fritch, Steve Chailloux remporte l'élection avec 50,88% des suffrages exprimés, Teriitahi se plaçant deuxième avec 49,12%.

## Synthèse des résultats électoraux

### Élections législatives
| Année | Parti | Parti        | Circonscription           | 1er tour | 1er tour | 2d tour | 2d tour | Issue  |
| Année | Parti | Parti        | Circonscription           | %        | Rang     | %       | Rang    | Issue  |
| ----- | ----- | ------------ | ------------------------- | -------- | -------- | ------- | ------- | ------ |
| 2017  |       | Tapura diss. | 2e de Polynésie française | 13,08    | 4e       |         |         | Battue |
| 2022  |       | Tapura (ENS) | 2e de Polynésie française | 33,24    | 1er      | 41,1    | 2e      | Battue |

### Élections municipales
Les résultats ci-dessous concernent uniquement les élections où il est tête de liste.
| Année | Parti | Parti  | Commune | 1er tour | 1er tour | 1er tour | 2d tour | 2d tour | 2d tour | Sièges obtenus |
| Année | Parti | Parti  | Commune | Voix     | %        | Rang     | Voix    | %       | Rang    | Sièges obtenus |
| ----- | ----- | ------ | ------- | -------- | -------- | -------- | ------- | ------- | ------- | -------------- |
| 2020, |       | Tapura | Paea    | 2 245    | 42,41    | 1er      | 2 800   | 44,34   | 2e      | 7 / 33         |